# NGC 3068
NGC 3068 (również PGC 28815 lub UGC 5353) – galaktyka soczewkowata znajdująca się w gwiazdozbiorze Lwa. Odkrył ją William Herschel 12 marca 1785 roku. Wraz z sąsiednią, mniejszą galaktyką PGC 87670, zwaną czasem NGC 3068B, tworzy parę skatalogowaną jako Arp 174 w Atlasie Osobliwych Galaktyk Haltona Arpa.